# Maui Nui

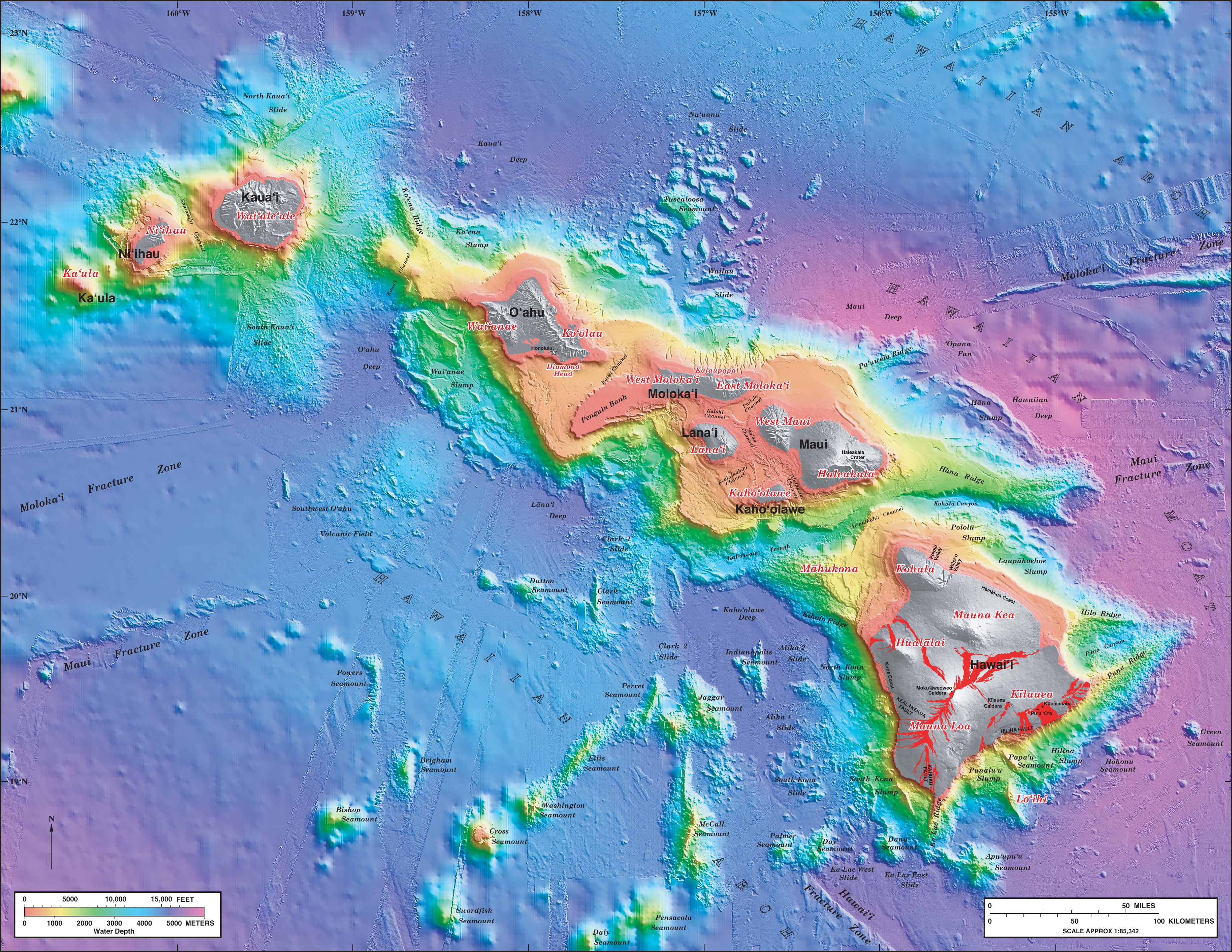
Bathymetrische Karte des Hawaii-Archipels. In der Mitte ist das Maui-Nui-Massiv zu erkennen.

Maui Nui (hawaiisch Großes Maui) war eine Insel, die die Landmasse der heutigen hawaiischen Inseln Maui, Molokaʻi, Lānaʻi, Kahoʻolawe und Penguin Bank umfasste. Die Insel entstand vor etwa zwei Millionen Jahren durch die Aktivität von sieben Schildvulkanen, die zur Bildung des Massivs beitrugen. Die Vulkane bilden heute alle eigene Inseln, mit Ausnahme der Penguin Bank, die von ehemals 500 m Höhe über dem Meeresspiegel um über 1600 m absank und heute als Korallenriff unterhalb des Meeresspiegels liegt.

## Geschichte

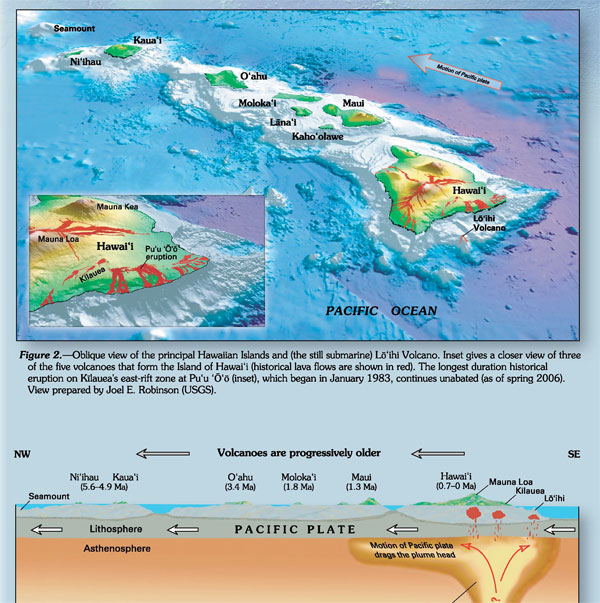
Schematische Darstellung des Zusammenhangs zwischen dem Hawaii-Hotspot, der Drift der Pazifischen Platte und der Entstehung der Hawaii-Inseln

### Geologische Grundlagen
Die großen Hawaii-Inseln sind der südöstlichste Abschnitt des Hawaii-Emperor-Rückens, einer Kette von ozeanischen Schildvulkanen, die durch einen Hot Spot entstanden sind, über den sich die Pazifische Platte nach Nordwesten hinweg bewegt hat. Durch die Aufheizung der Lithosphäre über dem Hot Spot wird diese angehoben und durch partielle Aufschmelzung des Lithosphärenmaterials bilden sich Magmen, die bis zum Meeresboden aufdringen, dort als Lava austreten und erkalten. Dadurch wächst der Vulkan in die Höhe, erreicht schließlich die Meeresoberfläche und wird zur Insel. Wandert die so entstandene Insel durch die Plattenbewegung weiter und entfernt sich dadurch vom Hot Spot, ebbt die Vulkantätigkeit ab, das Wachstum der Insel hört auf und die erkaltende Lithosphäre, zusätzlich beladen mit dem Gewicht des Vulkans, sinkt wieder in den Mantel ein. Zudem wird die Insel, da sie nicht mehr wächst, durch Verwitterung und Erosion abgetragen.

### Entwicklung und Untergang

Entwicklung der Insel von vor 1,2 Mio. Jahren bis heute

Im Fall von Maui Nui waren sieben Vulkane für die Entstehung der Insel verantwortlich: Penguin Bank, West Molokaʻi, East Molokaʻi, Lānaʻi, West Maui, Haleakalā und Kahoʻolawe. Dabei nimmt das Alter der Vulkane von Nordwesten nach Südosten stetig ab und liegt zwischen 2,2 (Penguin Bank) und 1,2 Millionen Jahren (Kahoʻolawe und Haleakalā). Der Penguin-Bank-Vulkan war ursprünglich, bis vor etwa 1,9 Millionen Jahren mit der Insel Oʻahu nordwestlich von Molokaʻi verbunden, gleiches gilt wahrscheinlich auch für West Molokaʻi. Diese „Oʻahu Nui“ genannte Vorgängerinsel von Maui Nui erreichte eine maximale Ausdehnung von rund 7000 km².
Vor etwa 1,8 Millionen Jahren war die Verbindung nach Oʻahu schließlich endgültig unterbrochen, gleichzeitig hatte East Molokaʻi sein Wachstum vollständig abgeschlossen, womit man erstmals von einer eigenen Insel Maui Nui sprechen kann. West Maui and Lānaʻi befanden sich zu dieser Zeit in einer frühen Phase der Schildbildung, East Molokaʻi hatte einen Teil seiner Fläche durch einen Erdrutsch verloren, dennoch betrug die Fläche Maui Nuis bereits damals etwa 5.000 km², East Molokaʻi war mit 3.000 m die höchste Erhebung. Während Lānaʻi, West Maui, Haleakalā und Kahoʻolawe weiter wuchsen, sanken die älteren nordwestlichen Vulkane wieder ab. Mit dem Ende des Wachstums von Haleakalā vor 1,2 Millionen Jahren erreichte Maui Nui seine größte Ausdehnung, rund 14.000 km²; etwa die eineinhalbfache Größe der Insel Hawaii heute.
In der Folge nahm die Fläche der Insel stark ab, gleichzeitig trennten sich die Inseln voneinander. Dabei unterlag die Größe jedoch starken Schwankungen, die durch das Wachsen und Abschmelzen der globalen Gletschermasse hervorgerufen wurden. Bereits vor einer Million Jahren brach die Verbindung zwischen Penguin Bank und dem Rest der Insel erstmals ab; die Fläche zwischen East Molokaʻi und West Maui wurde vor rund 700.000 Jahren geflutet, sie blieben jedoch über Lānaʻi verbunden. Vor 600.000 Jahren brach die Verbindung zwischen East Molokaʻi und Lānaʻi, entstand jedoch zeitweise wieder neu; gleiches geschah 200.000 Jahre später mit West Maui. Der Isthmus zwischen dem Ost- und dem Westteil Mauis hingegen war offenbar nie unterbrochen, da er zu hoch über dem Meeresspiegel liegt und nur langsam absinkt. Allerdings liegt er heute mit 70 m so niedrig über dem Meeresspiegel wie nie zuvor. Der Sattel Haleakalā-Kahoʻolawe verschwand vor rund 200.000 Jahren. Zwar tauchte er möglicherweise vor 150.000 Jahren erneut auf, während des letzten glazialen Hochs vor etwa 20.000 Jahren war er jedoch bereits zu tief abgesunken. Zu dieser Zeit betrug die Gesamtfläche der Inseln rund 5.900 km², etwa das Doppelte der heutigen Fläche. Über die letzten 1,2 Millionen Jahre waren die vier Inseln Maui Nuis für 75 % der Zeit miteinander verbunden.

## Topographie, Ökologie und Klima

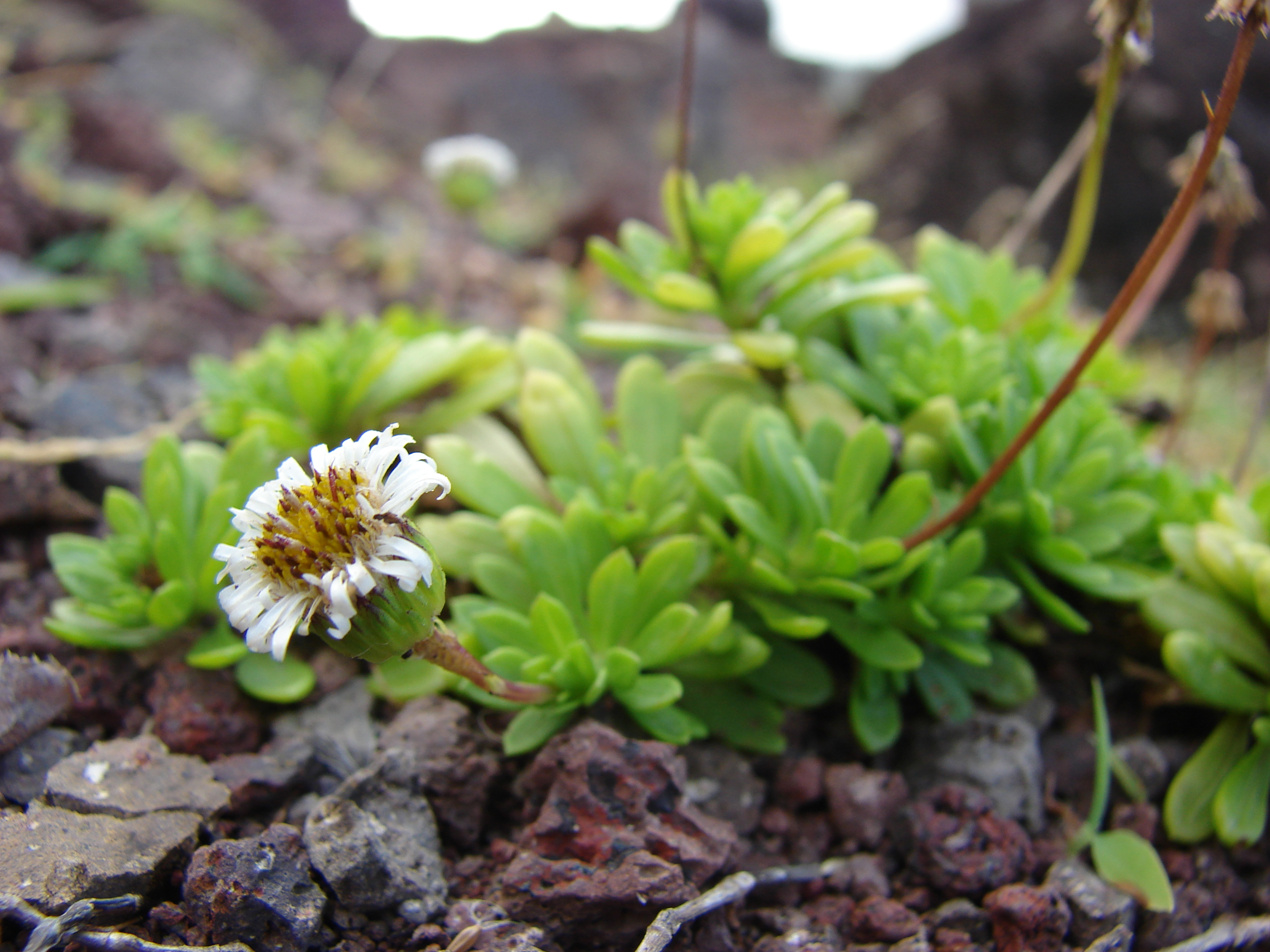
Tetramolopium sylvae auf Maui

Maui Nui unterschied sich vom heutigen Hawaii topographisch durch große Heterogenität: 77 % der Fläche lag unterhalb von 1000 m, wodurch sich starke Kontraste zu den wenigen Höhenlagen zwischen 2000 und 3700 m ergaben. Daraus resultierte wahrscheinlich ein anderes Klima als auf Hawaii: Durch den großen Anteil an Tiefland ergaben sich höhere Temperaturen, Regenwald konnte sich aufgrund der schwächer ausgeprägten Hanglagen zur Küste hin nur unregelmäßig ausbilden, da der Regen keinem bestimmten Muster folgte. Dennoch dürfte Maui Nui die nötige Größe besessen haben, um Steigungsregen zu bewirken.
Für die Biogeographie der hawaiischen Inseln spielte die Entwicklung Maui Nuis eine wichtige Rolle. Zunächst ermöglichten die Landbrücken nach Oʻahu die Ausbreitung von Pflanzen und flugunfähigen Vögeln nach Penguin Bank und West Molokaʻi. Von dort aus breiteten sie sich auf ganz Maui Nui aus, um schließlich auf den einzelnen Inseln wieder isoliert zu werden und neue Arten zu bilden. So bildete allein die Gattung Tetramolopium aus der Familie der Asteraceae elf Arten auf Maui Nui aus, während die ausgestorbenen Maui-Nui-Ibisse (Apteribis) hier ihre Flugfähigkeit verloren. Auch lag Maui Nui näher an den anderen hawaiischen Inseln als heute, der Abstand zu Hawaii betrug vor 500.000 Jahren nur 15 km (heute 50 km); ein Umstand, der auch die Besiedlung Hawaiis ermöglichte. Maui Nui hatte somit eine Schlüsselrolle für die hohe Artenvielfalt auf den umliegenden Inseln inne. Gleichzeitig zeigen auch die ehemals verbundenen Inseln eine höhere Biodiversität als der Rest des Archipels.

## Forschung
Die These einer zusammenhängenden großen Landmasse an der Stelle der heutigen Inseln wurde erstmals 1942 von Harold Stearns und Gordon MacDonald postuliert, sie konnten jedoch keine Aussagen zu Alter oder Dauer dieser Formation machen. Erst ab den 1970er Jahren konnte diese Hypothese bewiesen werden, als bathymetrische Untersuchungen ein unterseeisches Massiv um Maui herum zeigten. Nachdem man festgestellt hatte, dass Teile dieses Massivs in der Vergangenheit um bis zu 2000 m abgesunken waren, wurde Mitte der 1990er Jahre die These formuliert, Maui Nui sei erst mit Oʻahu verbunden gewesen, bevor es als eigenständige Insel eine Ausdehnung von über 10.000 km² erreichte und schließlich durch steigende Meeresspiegel und die Senkung der Vulkane in einzelne Inseln zerfiel. Dies wurde schließlich 2004 durch paläoklimatische und geologische Analysen bestätigt.